# クォン・ビョンギル
クォン・ビョンギル（権 炳吉、朝鮮語: 권병길/權炳吉、1946年11月5日 - 2023年3月11日）は、大韓民国の俳優。
本名はクォン・ビョングン。忠清南道青陽郡出身。1968年に演劇『不毛地』で登場し、以後様々な映画や演劇、テレビドラマなどに出演したほか、これまでいくつもの賞を受賞している。76歳で死去した。